# Guareña (Badajoz)
Guareña es un municipio y localidad española de la provincia de Badajoz, en la comunidad autónoma de Extremadura. El término municipal tiene una población de 6649 habitantes (INE 2024) e incluye también el núcleo de Torrefresneda.

## Toponimia
Según algunos estudiosos, el nombre de Guareña proviene de nombre de río, como en el francés Garonne. La derivación fonética de la doble nn a ñ, la o acentuada tónica se diptonga a ue, y nos queda Garueña. La u de ue sufre una metátesis, convirtiendo la primera sílaba en ua, resultando Guareña. No obstante otros opinan que al estar ligado al arroyo que pasaba por el núcleo urbano, actualmente canalizado, posiblemente la primera sílaba provenga realmente del término árabe guad, que significa río.

## Geografía
Integrado en la comarca de Vegas Altas, en el norte de la provincia de Badajoz, se sitúa a 92 km de la capital provincial. El término municipal está atravesado por la autovía del Suroeste, entre los pK 312 y 323, así como por la carretera N-430, que une Badajoz con Ciudad Real, y por la carretera autonómica EX-105, que la comunican con Don Benito y Almendralejo, esta última es la única de las mencionadas que pasa por el núcleo urbano. 
El relieve del territorio Guareña está caracterizado por la vega del río Guadiana, el cual discurre de este a oeste por el municipio, recibiendo las aguas del río Guadámez por la izquierda y del río Búrdalo por la derecha. La convergencia de algunos factores, como el gran tránsito humano y animal en la zona (ya que al norte del término municipal pasa la Cañada Real), unido a la fertilidad de los suelos de las vegas del Guadiana, pudieron ser los condicionantes clave que ayudaron al poblamiento de esta parte de la región, contribuyendo a crear un comercio y unas condiciones de vida estables. 
La altitud del territorio oscila entre los 500 m en las dehesas situadas al sur y los 220 m en la ribera del Guadiana al oeste. El pueblo se alza a 285 m sobre el nivel del mar.  
| Noroeste: Mérida                                              | Norte: Santa Amalia  | Noreste: Santa Amalia                               |
| Oeste: San Pedro de Mérida, Valverde de Mérida y Villagonzalo |                      | Este: Medellín, Valdetorres, Mengabril y Don Benito |
| Suroeste: Oliva de Mérida y Cristina                          | Sur: Oliva de Mérida | Sureste: Manchita                                   |

El clima es de tipo mediterráneo subtropical, con temperaturas medias anuales de 16,6 °C. Los inviernos son suaves con temperaturas medias de 8,8 °C, con mínimas absolutas de -4 °C. El verano es seco y caluroso con una temperatura media estacional de 24,9 °C y máximas de 40-42 °C. Las precipitaciones medias anuales son de 529,3 mm.

## Historia
El asentamiento poblado de Guareña parece remontarse a la época prehistórica, si bien el origen concreto del enclave actual resulta difícil de establecer. Se ha encontrado en sus inmediaciones el rico yacimiento tartésico de El Turuñuelo, así como vestigios de época romana y restos visigodos aparecidos a principios de siglo. Posteriormente fue ocupada por los musulmanes, hasta que en el siglo XIII aparece ya con la denominación actual. 
El núcleo urbano actual comenzó a crecer, allá por el siglo XIII, alrededor de un primitivo torreón vigía, de cuando esta zona fue tierra fronteriza con la de los moros, antes de la Conquista del Valle del Guadalquivir por Fernando III el Santo, teniendo la consideración de poblado a partir de finales del siglo XIII (son numerosas las referencias documentales a esta población a partir de esta fecha).
El crecimiento y la fusión, sobre aquel torreón inicial, de las aldeas cercanas dio origen a lo que sería el casco urbano de Guareña. Sus pobladores en aquellas fechas eran de procedencias muy diversas, abundando los originarios de tierras del norte. Por Guareña pasa la Cañada Real Leonesa, una de las cañadas más importantes para la trashumancia en la antigüedad, posible origen de la afluencia de pobladores del norte que bajaban con sus ganados y posteriormente se asentaban por la zona. Su nombre como tal no aparece hasta el siglo XIII en un privilegio concedido por Alfonso X, y en el siglo XV los Reyes Católicos le concedieron el título de Leal, eximiéndola de la jurisdicción de la Orden de Santiago. Más tarde pasó a depender del condado de Medellín, y en el siglo XVIII diferentes nobles (conde de los Corbos, marqués de Monsalud, duque del Arco, marqués de Mondéjar,..) se repartirían la mayor parte de sus ricas dehesas.
A la caída del Antiguo Régimen la localidad se constituye en municipio constitucional en la región de Extremadura. Desde 1834 quedó integrado en el partido judicial de Don Benito. En el censo de 1842 contaba con 1052 hogares y 3026 vecinos.

## Demografía
Guareña cuenta con una población de 6649 habitantes (INE 2024).
| Gráfica de evolución demográfica de Guareña entre 1842 y 2021                                                         |
| |
| Población de derecho según los censos de población del INE. Población de hecho según los censos de población del INE. |

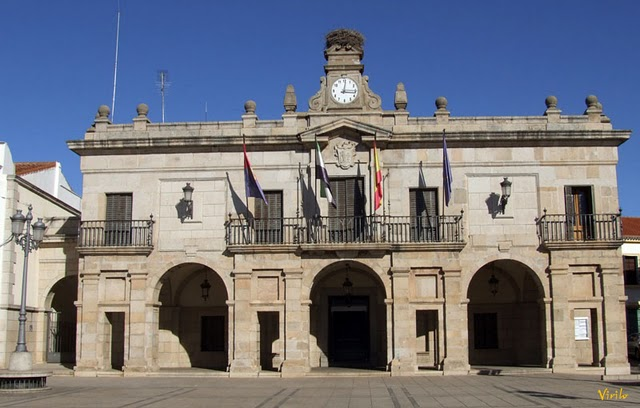
Ayuntamiento de Guareña

Los primeros datos fiables de población del municipio de Guareña datan de finales del siglo XVI. En estas fuentes de información se estima que la población de la localidad de Guareña en el año 1591 era de 2145 habitantes. A partir de este punto la demografía local iniciaría un aumento lento pero constante, llegando a los 2524 habitantes en el año 1787 y a los 3946 en el año 1829. 
El aumento y la explosión demográfica que afectaría a España en la segunda mitad del siglo XIX, con el paso del ciclo demográfico antiguo al ciclo demográfico moderno, también se proyectó en la demografía del municipio. Por primera vez se pasaba la barrera de los 5000 habitantes y en el año 1857 se alcanzaban los 5234 habitantes, por lo que se había doblado la población en apenas un siglo. 
En el siglo XX la población de Guareña alcanzaría su techo demográfico, llegando a tener 10 323 habitantes en 1962, gracias a unas condiciones de vida y unos avances y mejoras en la medicina general que provocaron una gran expansión de población joven. Pero, en las décadas posteriores, la gran emigración que afectó a numerosas regiones de España como Extremadura dejaron huella también en Guareña, donde la población disminuyó considerablemente, bajando a 7787 habitantes en 1986 o 7395 habitantes en 1996. En la década de los 90 y la primera década del siglo XXI se atisba un ligero repunte en la población, debido a la ligera inmigración nacional e internacional que sufre la región. 
En la actualidad el municipio cuenta con una población de 7097 habitantes (INE 2016), caracterizándose por el envejecimiento de la misma, unas tasas de natalidad a la baja y el aumento paulatino de las tasas de mortalidad, por lo que las previsiones demográficas de Guareña no son especialmente esperanzadoras, ya que se prevé una continua pérdida de masa joven y de población anciana. 

## Economía
La actividad económica principal es el sector agrario. Este sector ha experimentado cambios significativos en el aprovechamiento de la superficie, sumando a las tierras puestas en riego entre 1960 y 1986, las que actualmente se encuentran en proceso de parcelación debido al nuevo canal de riego que recorre la comarca. La ganadería también adquiere su importancia dentro del sector agrario aunque no en la misma medida que la agricultura. El sector industrial no está muy desarrollado, aunque está teniendo un crecimiento paulatino en los últimos años.

## Símbolos
El escudo de Guareña es cuadrilongo y redondeado por su parte inferior, en el cual los muebles, armas, divisas y divisiones del blasón guardan suficiente base histórica y se encuentra bastante asimilado y reconocido por todos los habitantes del municipio.
Se trata de un escudo partido en dos cuarteles en los cuales se reflejan los hechos históricos de la villa. El primer cuartel, “de azur león rampante, flambeado y horquillado de oro, empinante de una columna del mismo metal”, hace alusión a la denominación de “Plus Ultra”, que en la heráldica española tiene claro significado de engrandecimiento y expansión territorial del reino; a este engrandecimiento contribuye Guareña a lo largo de la historia, destacando su papel en el descubrimiento y conquista de América aportando recursos humanos. El segundo cuartel, “cruz floreada acompañada arriba y debajo de dos medias lunas ranversadas en oro”, se debe a la "Crónica de Alfonso Onceno”, donde se explica la participación y comportamiento de la villa de Guareña en la Batalla del Salado (1340) ayudando al monarca castellano Alfonso XI de Castilla, quien concedió a Guareña las armas que conmemoran la victoria cristiana sobre el poder musulmán, representado con las dos medias lunas.
Queda reflejada en el escudo la importancia y valía de las armas de Guareña, quedando reconocido por diversos monarcas con diferentes títulos para incluirlos en sus armas, como el título de Lealtad en el Fuero Real de 1498 concedido por los Reyes Católicos y el de Fiel concedido por Felipe V en 1717 tras los sucesos de la Guerra de Sucesión.

## Cultura

### Patrimonio

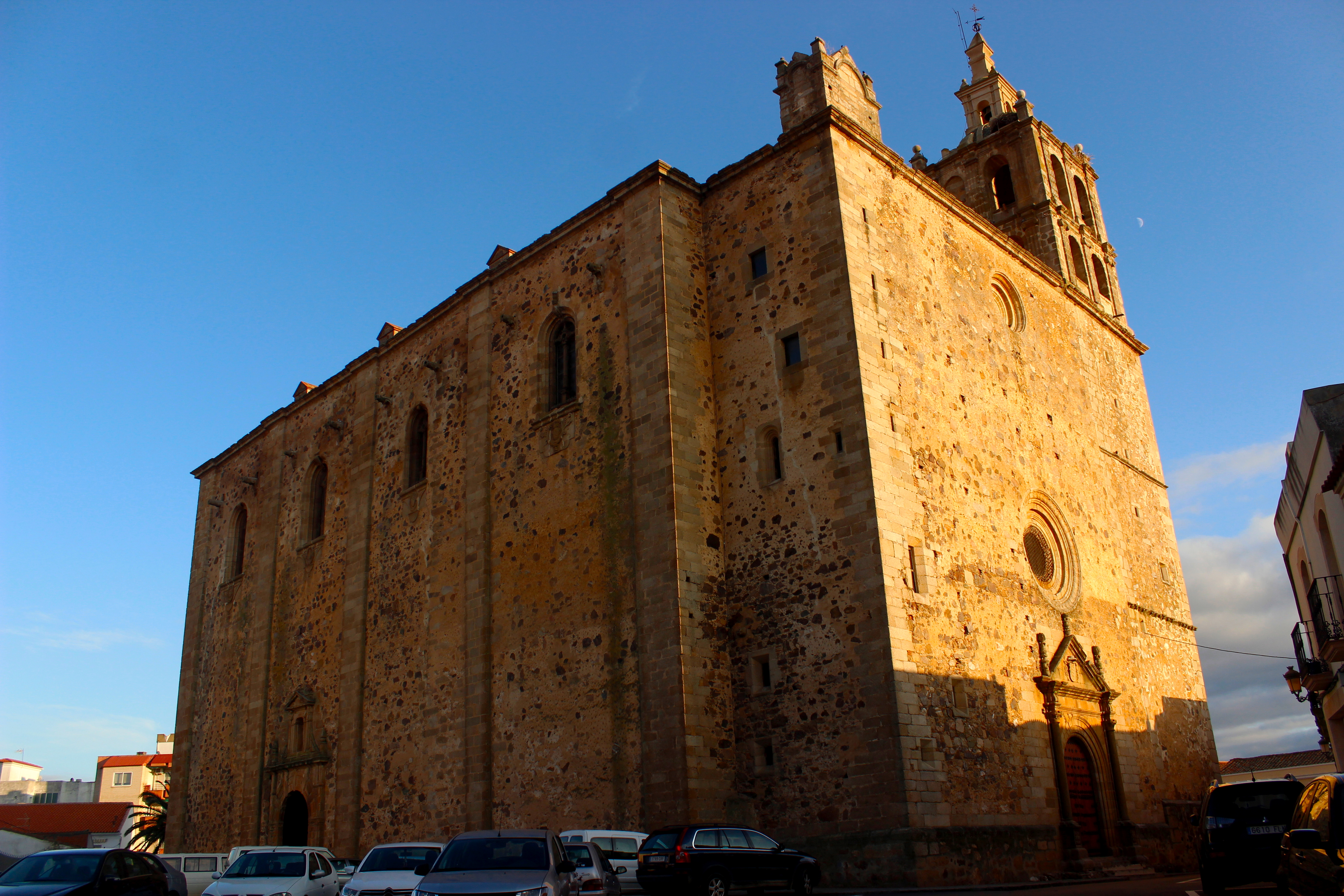
Iglesia parroquial de Santa María

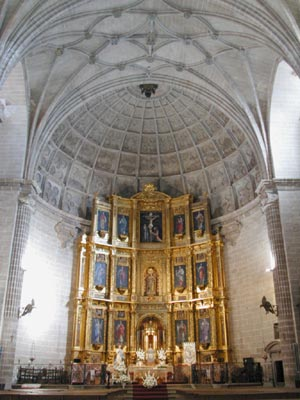
Retablo de la iglesia

Actualmente Guareña constituye uno de los pueblos representativos de la Baja Extremadura, en lo concerniente sobre todo a su organización urbanística y componentes formales. En Guareña destaca, ya desde lejos, su impresionante iglesia parroquial de Santa María, su principal monumento, en la diócesis de Plasencia.
Los cuadros de su retablo son obra del pintor guareñés Julián Palencia Cortés, que los realizó para el pueblo de forma totalmente gratuita, y donde plasmó la imagen de los apóstoles junto a Jesús Crucificado. También resulta de mérito el edificio del Ayuntamiento. Su fachada de diseño clasicista está realizada en sillería de granito. Ha sido remozada en varias ocasiones, acabándose la última de ellas en 1995. La obra es del siglo XVIII, constituyendo uno de los mejores ejemplos de edificios concejiles levantados en esa época en la región. 
También cuenta con la Iglesia parroquial católica o capilla de San Gregorio, edificio de interés artístico que se abre a una plaza, presentando un atrio de triple arcada sobre columnas de granito, y espadaña flanqueada por cornisamento con volutas barrocas. Perduran aún las casonas de labradores de los siglos XVI y XVIII, con los vanos enmarcados por sólidas piezas graníticas, y piedras armeras en la fachada.

### Medios de comunicación
El municipio cuenta con su propio periódico local, Hoy Guareña, dirigido por el famoso periodista y artista circense Pedro Fernández. Este periódico local está formado a partir de una corresponsalía del diario regional Hoy Diario de Extremadura. Además en el año 2017 se crea una APP sobre el municipio de Guareña donde se da información de todo lo que acontece en la localidad.